# Tabacalera
Tabacalera était un monopole espagnol sur le tabac fondé en 1636, ce qui fait de cette entreprise la plus ancienne entreprise de commerce du tabac au monde. 
La société est privatisée en 1998. Tabacalera réalise alors 96,6% de ses ventes en Espagne où il est leader sur les cigarettes (marques Ducados et Dortuna) et les cigares (marque Farias) avec presque la moitié des parts de marché. Ses cigarettes sont alors les moins chères sur le marché européen. 
En décembre 1999, l’entreprise a fusionné avec la française SEITA, donnant naissance à Altadis. 

## Marques
- Ducados
- Fortuna
- Nobel
- BN
- Habanos